# Ortsvorsteher
Der Ortsvorsteher ist ein Vertreter eines nicht selbständigen Ortes gegenüber der zuständigen Gemeinde. Die Funktion des Ortsvorstehers gibt es in mehreren Bundesländern Deutschlands und Österreichs. Die rechtliche Stellung des Ortsvorstehers ist dabei unterschiedlich. In Liechtenstein entspricht der Ortsvorsteher dem deutschen Bürgermeister.

## Deutschland

### Baden-Württemberg
In Baden-Württemberg ist der Ortsvorsteher Vorsitzender des Ortschaftsrats. Er vertritt den Bürgermeister oder Oberbürgermeister bei dem Vollzug der Beschlüsse des Ortschaftsrats und bei der Leitung der örtlichen Verwaltung. Er kann an Sitzungen des Gemeinderats mit beratender Stimme teilnehmen. Der ehrenamtliche Ortsvorsteher wird, auf Vorschlag des Ortschaftsrates, aus dem Kreis der für den Ortschaftsrat wählbaren Bürger vom Gemeinderat gewählt und zum Ehrenbeamten auf Zeit ernannt. Durch Hauptsatzung kann, besonders nach Eingemeindungen, bestimmt werden, dass ein städtischer Beamter zum Ortsvorsteher zu wählen ist. Er ist dann hauptamtlicher Ortsvorsteher ohne eigenes Stimmrecht im Ortschaftsrat, es sei denn, er ist aufgrund der Wahl Ortschaftsratsmitglied.
Die Vergütung eines zum Ortsvorsteher bestellten Gemeindebeamten liegt je nach Einwohnerzahl der Ortschaft in Besoldungsgruppe A 11 bis A 12. Ehrenamtliche Ortsvorsteher erhalten eine von der Gemeinde festgelegte Aufwandsentschädigung.

### Bayern
In Bayern gibt es das Ehrenamt des Ortssprechers, der Begriff Ortsvorsteher wird nicht verwendet.

### Brandenburg
In Brandenburg vertritt der Ortsvorsteher den Ortsteil gegenüber den Organen der Gemeinde.

### Hessen
In Hessen können durch Beschluss der Gemeindevertretung Ortsbezirke gebildet werden. In diesen wird der Ortsbeirat von den Bürgern gleichzeitig mit den Gemeindevertretern für die Wahlzeit der Gemeindevertretung gewählt. Der Ortsbeirat besteht aus mindestens drei, höchstens neun Mitgliedern, in Ortsbezirken mit mehr als 8.000 Einwohnern aus höchstens neunzehn Mitgliedern. Die genaue Anzahl wird in der Hauptsatzung der Kommune festgelegt. Die Mitglieder des Ortsbeirats sind ehrenamtlich tätig. Der Vorsitzende trägt die Bezeichnung Ortsvorsteher und wird aus der Mitte des Ortsbeirates von diesem gewählt. Der Ortsbeirat ist zu allen wichtigen Angelegenheiten, die den Ortsbezirk betreffen, zu hören, hat in diesen Fällen aber nur ein Vorschlagsrecht. Die Gemeindevertretung kann ihm bestimmte Angelegenheiten widerruflich zur endgültigen Entscheidung übertragen.

### Niedersachsen
In Niedersachsen sind Ortschaften mit Ortsrat und ohne Ortsrat möglich. Ob ein Ortsrat gewählt oder ein Ortsvorsteher eingesetzt wird, regelt die Hauptsatzung der Stadt oder Gemeinde, der die Ortschaft angehört.
- In Ortschaften ohne Ortsrat ist der Ortsvorsteher Vertreter eines nicht selbständigen Ortes gegenüber der zuständigen Stadt oder Gemeinde. Er hat auch Hilfsfunktionen für die Stadt- oder Gemeindeverwaltung zu erfüllen und steht den Bürgern als Ansprechpartner zur Verfügung. Er wird vom Rat der Stadt oder Gemeinde bestimmt. Dabei folgt dieser in der Regel dem Vorschlag derjenigen Fraktion im Stadt- oder Gemeinderat, die bei der Wahl der Ratsfrauen und Ratsherren die meisten Stimmen erlangt hat.

- In Ortschaften mit Ortsrat wählt der von den Bürgern der Ortschaft gewählte Ortsrat aus seiner Mitte einen Ortsbürgermeister, der Hilfsaufgaben in der Gemeindeverwaltung erfüllt. Die Übernahme dieser Hilfsfunktionen kann aber abgelehnt werden und einem Ortsbeauftragten übertragen werden.

### Nordrhein-Westfalen
In Nordrhein-Westfalen sind die den Ortsvorsteher betreffenden Angelegenheiten in § 39 der Gemeindeordnung geregelt. Danach kann in kreisangehörigen Gemeinden das Gemeindegebiet in Bezirke (Ortschaften) eingeteilt werden. Für solche Bezirke hat der Gemeinderat entweder Bezirksausschüsse zu bilden oder Ortsvorsteher zu wählen. Kreisfreie Städte haben in ihren Bezirksvertretungen sinngemäß Bezirksvorsteher benannt.
Soweit Ortsvorsteher gewählt werden, hat der Gemeinderat bei diesen Wahlen die Stimmenverhältnisse der Parteien im jeweiligen Bezirk zu berücksichtigen. Das bedeutet, dass die Partei, die bei der Wahl des Stadt- oder Gemeinderates in der jeweiligen Ortschaft die meisten Stimmen erhalten hat, den Kandidaten benennt, der dann auch zu wählen ist. Der Ortsvorsteher muss in dem Bezirk wohnen, für den er gewählt wird. Ferner muss er dem Gemeinderat angehören oder ihm angehören können.
Der Ortsvorsteher soll die Belange seiner Ortschaft gegenüber dem Rat vertreten. Falls er nicht Ratsmitglied ist, darf er an den Sitzungen des Rates und der Ausschüsse weder entscheidend noch mit beratender Stimme mitwirken; er kann im Gemeinderat gehört werden. Der Ortsvorsteher kann für das Gebiet seiner Ortschaft mit der Erledigung bestimmter Geschäfte der laufenden Verwaltung beauftragt werden. In diesem Fall kann er zum Ehrenbeamten ernannt werden.
Ortsvorsteher können eine angemessene Aufwandsentschädigung erhalten.

### Rheinland-Pfalz
In Rheinland-Pfalz können Gemeinden ihr Gebiet insgesamt oder Teile davon in Ortsbezirke einteilen. Die Hauptsatzung bestimmt, ob Ortsbezirke gebildet werden und wie sie abgegrenzt werden. Diese Ortsbezirke haben einen gewählten Ortsvorsteher und je nach Satzung einen gewählten Ortsbeirat, der die Belange des Ortsbezirks gegenüber den Organen der Gemeinde vertritt. Daneben hat der Ortsvorsteher die Befugnis zur Ausstellung von Bescheinigungen, die er aufgrund seiner Orts- und Personenkenntnisse erstellen kann. Bei den Ortsbezirken handelt es sich oftmals um ehemals selbstständige Gemeinden, die im Zuge einer Gebietsreform zusammengelegt oder eingemeindet wurden.

### Saarland
Im Saarland ist der Ortsvorsteher der Vertreter eines stadt- bzw. gemeindezugehörigen Ortes. Er wird aus den Reihen des Ortsrates gewählt und ist gleichzeitig dessen Vorsitzender. Der Ortsvorsteher vertritt als Ehrenbeamter die Interessen des Ortes gegenüber der Gemeinde bzw. der Stadt. Er ist in seiner Rechtsstellung ehrenamtlicher Beigeordneter. Der Ortsvorsteher ist ausdrücklich berechtigt, an allen Sitzungen des Gemeinde- bzw. Stadtrates und deren Ausschüssen teilzunehmen, auch wenn sie nicht öffentlich sind. Diese Gremien sind verpflichtet, dem Ortsvorsteher zu Angelegenheiten, die seinen Gemeindebezirk betreffen, das Rederecht zu erteilen und ihm nähere Auskünfte zu geben. Der Ortsvorsteher ist befugt, Anträge entgegenzunehmen sowie amtliche Beglaubigungen und Lebensbescheinigungen auszustellen. Die Gemeinde kann dem Ortsvorsteher durch Satzung weitere Aufgaben übertragen. Darüber hinaus kann der Ortsvorsteher im Auftrag des Bürgermeisters weitere Verwaltungsangelegenheiten oder repräsentative Aufgaben wahrnehmen. Der Bürgermeister ist in seiner Eigenschaft als Dienstvorgesetzter gegenüber dem Ortsvorsteher weisungsberechtigt (vgl. § 59 Abs. 5 saarl. KSVG).

### Sachsen
In Sachsen kann für Ortsteile eine Ortschaftsverfassung eingeführt werden. In den Ortschaften werden von den Bürgern Ortschaftsräte gewählt, die wiederum den Ortsvorsteher wählen. Der Ortsvorsteher vertritt den Bürgermeister, in Gemeinden mit Beigeordneten auch diese. Bürgermeister und Beigeordnete sind, soweit er sie vertritt, dem Ortsvorsteher gegenüber weisungsberechtigt.

### Thüringen
In Thüringen wird der Vorsteher eines Ortsteils einer Kommune als Ortsteilbürgermeister bezeichnet. Er ist Vorsitzender des Ortsteilrats, also des gewählten Gremiums für die Ortschaft. Bis zur Novellierung der Thüringer Kommunalordnung 2008 lauteten die entsprechenden Bezeichnungen Ortsbürgermeister bzw. Ortschaftsrat. In rechtlicher Hinsicht ist der Ortsteilbürgermeister für die Dauer der Amtszeit Ehrenbeamter der Kommune.

### Geschichtliche Bedeutung
Der Ortsvorsteher oder Ortsbeamte hatte sich bei einem Brand gemäß Anordnungen des 18. Jahrhunderts zur Brandverhütung im Kurfürstentum Trier und in weiteren Kurfürstentümer des Heiligen Römischen Reiches an der Feuerstelle „selbst persönlich einzufinden mit Hülf und Rath an Handen zu gehen“ und „Ordnung zu stellen“.

## Österreich
In Österreich kann es, je nach Bundesland, in kommunalrechtlich nicht selbständigen Gemeindeteilen (Ortsteilen, Ortsverwaltungsteilen, Ortschaften) eigene Ortsvorsteher geben, die vom Gemeinderat bestellt werden und einen verlängerten Arm des Bürgermeisters der Gemeinde im jeweiligen Ortsteil darstellen sollen. Funktionsperioden und Ernennungen werden je nach von den Ländern erlassenen Gemeindeordnungen verschieden gehandhabt. Als Vertreter des Bürgermeisters ist dieses Amt nicht unbedingt mit der Zugehörigkeit zu einer politischen Partei verbunden.

## Liechtenstein
In Liechtenstein erfolgt die freie Wahl der Ortsvorsteher – auch Gemeindevorsteher genannt – und der übrigen Gemeindeorgane durch die Gemeindeversammlung. Die Ortsvorsteher werden nach dem Mehrheitswahlrecht gewählt und bestimmen weitgehend die Gemeindepolitik. Gemäß einem fürstlichen Erlass aus dem 19. Jahrhundert darf nur im Hauptort Vaduz der Ortsvorsteher die Bezeichnung Bürgermeister tragen.